# FMN reduttasi
La FMN reduttasi è un enzima appartenente alla classe delle ossidoreduttasi, che catalizza la seguente reazione:
FMNH2 + NAD(P)+ ⇄ FMN + NAD(P)H + H+
L'enzima dal batterio luminescente e SsuE da Escherichia coli riducono anche la riboflavina ed il FAD, ma più lentamente. In E. coli, questo enzima, assieme alla alcanosulfonato monoossigenasi (numero EC 1.14.14.5), forma una alcanosulfonato monoossigenasi a due componenti, che consente l'utilizzo di alcanosulfonati come fonti di zolfo, in condizioni di mancanza di solfato e cisteina.